# Los Olivos (California)
Los Olivos es un lugar designado por el censo ubicado en el condado de Santa Bárbara en el estado estadounidense de California. En el año 2010 tenía una población de 1132 habitantes.

## Historia
En algún momento alrededor de 1880, en un acantilado con vista a Alamo Pintado Creek, justo al norte de la ciudad de Ballard, se construyó una casa de dos pisos, con un porche delantero amplio y cubierto y ventanas arqueadas perfectamente simétricas en el hastial central, situada en una tierra de cultivo privilegiada. Se convirtió en propiedad de Alden March Boyd, de 22 años, de Albany, Nueva York, cuando pagó $ 8,000 por "157 acres, más o menos, junto con la casa", en 1885. Plantó cinco mil olivos árboles, y lo llamó Rancho De Los Olivos. La década de 1880 fue una época de auge para California. El 16 de noviembre de 1887, se completó la extensión de la línea Pacific Coast Railway desde Los Álamos. Los desarrolladores del ferrocarril de vía estrecha nombraron primero a su pueblo El Olivar, luego El Olivos y finalmente Los Olivos, en honor al rancho cercano de Boyd.
Los Olivos estaba conectado por el ferrocarril de vía estrecha con puntos al norte hasta  San Luis Obispo hasta que el tren hizo su último recorrido en 1934. El extremo sur del ferrocarril estaba en frente a la taberna de Mattei, donde una línea de diligencias continuaba sobre el paso de San Marcos hacia Santa Bárbara.

## Demografía
El censo de Estados Unidos de 2010 informó que Los Olivos tenía una población de 1,132. La densidad de población era de 460,3 habitantes por milla cuadrada (177,7 / km  2 ). La composición racial de Los Olivos era 1.049 (92,7%) Blanco, 1 (0.1%) Afroamericano, 4 (0.4%) Nativo americano, 12 (1,1%) Asiático, 5 (0,4%) Isleño del Pacífico, 40 ( 3,5%) de otras razas, y 21 (1,9%) de dos o más razas. Hispano o Latino de cualquier raza eran 125 personas (11.0%).
El censo informó que 1,132 personas (100% de la población) vivían en hogares, 0 (0%) vivían en cuartos grupales no institucionalizados y 0 (0%) estaban institucionalizados.
Había 460 hogares, de los cuales 141 (30,7%) tenían hijos menores de 18 años viviendo en ellos, 276 (60,0%) eran  parejas casadas del sexo opuesto viviendo juntos, 36 (7,8%) tenían una mujer cabeza de familia sin marido presente, 15 (3,3%) tenían un hombre cabeza de familia sin esposa presente. Hubo 16 (3,5%)  parejas no casadas del sexo opuesto y 5 (1,1%)  parejas casadas o parejas del mismo sexo; 109 hogares (23,7%) se componían de individuos y 35 (7,6%) tenían alguien que viven solas que fue de 65 años de edad o más. El tamaño medio del hogar era 2,46. Había 327 Familias (71,1% de todos los hogares); el tamaño medio de la familia era de 2,90.
La población estaba dispersa, con 247 personas (21,8%) menores de 18 años, 67 personas (5,9%) de 18 a 24 años, 203 personas (17,9%) de 25 a 44 años, 441 personas (39,0%) de 45 a 64 y 174 personas (15,4%) que tenían 65 años o más. La mediana de edad fue de 48,0 años. Por cada 100 mujeres, hay 97,9 hombres. Por cada 100 mujeres mayores de 18 años, había 92,0 hombres.
Había 509 unidades de vivienda con una densidad media de 207,0 por milla cuadrada (79,9 / km  2 ), de las cuales 315 (68,5%) estaban ocupadas por sus propietarios y 145 (31,5%) estaban ocupadas por inquilinos. . La tasa de vacantes de propietarios fue de 0.3%; la tasa de disponibilidad de alquiler fue del 2,7%. 814 personas (71,9% de la población) vivían en unidades de vivienda ocupadas por sus propietarios y 318 personas (28,1%) vivían en unidades de vivienda de alquiler.

## Economía y turismo
Los Olivos es conocido por sus bodegas y salas de degustación. Comenzando en Los Olivos y extendiéndose hacia el norte se encuentra la Ruta del Vino del Cañón Foxen.
Hay una serie de grandes ranchos de caballos de pura sangre en la zona. Mattei's Tavern, una antigua parada de diligencias, es un restaurante.

## Personas notables
Varias celebridades han llamado hogar a esta área, incluidos Cheryl Ladd, Noah Wyle, David Crosby, Bo Derek, Kelly Le Brock, Steven Seagal, John Forsythe, Ray Stark, Robert Cray y David Hasselhoff. El ex Presidente de los Estados Unidos Ronald Reagan vivía aproximadamente 9 millas (14,5 km) al sur en Rancho del Cielo ("Sky Ranch"). La propiedad del cantante Michael Jackson Neverland Ranch está ubicada aproximadamente a 5 millas (8 km) al norte.

## Educación
El Distrito Escolar de Los Olivos opera la Escuela Primaria Los Olivos. Hay dos escuelas privadas de preparación para la universidad,  Escuela Dunn y  Escuela Midland. La escuela Dunn está ubicada a lo largo de la SR 154 y tiene estudiantes internos y diurnos. La escuela Midland está ubicada en Figueroa Mountain Road y solo tiene estudiantes internos.

## Geografía
Los Olivos se encuentra ubicado en las coordenadas 34°39′50″N 120°7′3″O / 34.66389, -120.11750.